# Quận Buckingham, Virginia
Quận Buckingham là một quận thuộc tiểu bang Virginia, Hoa Kỳ.
Quận này được đặt tên theo. Theo điều tra dân số của Cục điều tra dân số Hoa Kỳ năm 2000, quận có dân số 15.623 người. Quận lỵ đóng ở Buckingham.6

## Địa lý
Theo Cục điều tra dân số Hoa Kỳ, quận có diện tích 1513 km2, trong đó có 8 km2 là diện tích mặt nước.

### Quận giáp ranh
- Quận Fluvanna - đông bắc
- Quận Cumberland - đông
- Quận Prince Edward - nam
- Quận Appomattox - tây nam
- Quận Nelson - tây
- Quận Albemarle - tây bắc

## Thông tin nhân khẩu
Theo điều tra dân số 2 năm 2000, quận đã có dân số 15.623 người, 5.324 hộ gia đình, và 3.758 gia đình sống trong quận hạt. Mật độ dân số là 27 người trên một dặm vuông (10/km ²). Có 6.290 đơn vị nhà ở với mật độ trung bình là 11 trên một dặm vuông (4/km ²). Cơ cấu chủng tộc của dân cư quận bao gồm 59,11% người da trắng, 39,06% da đen hay Mỹ gốc Phi, 0,20% người Mỹ bản xứ, 0,17% châu Á, Thái Bình Dương 0,01%, 0,36% từ các chủng tộc khác, và 1,08% từ hai hoặc nhiều chủng tộc. 0,81% dân số là người Hispanic hay Latino thuộc một chủng tộc nào.
Hai nhóm sắc tộc lớn nhất ở Quận Buckingham là người Mỹ gốc Phi (39%) và tiếng Anh Mỹ (11%).
Có 5.324 hộ, trong đó 30,40% có trẻ em dưới 18 tuổi sống chung với họ, 51,10% là đôi vợ chồng sống với nhau, 14,20% có nữ hộ và không có chồng, và 29,40% là các gia đình không. 25,10% hộ gia đình đã được tạo ra từ các cá nhân và 11,40% có người sống một mình 65 tuổi hoặc lớn tuổi hơn là người. Cỡ hộ trung bình là 2,52 và cỡ gia đình trung bình là 2,99.
Trong quận, cơ cấu độ tuổi dân số đã được trải ra với 22,40% dưới độ tuổi 18, 7,50% 18-24, 31,90% 25-44, 24,60% từ 45 đến 64, và 13,60% từ 65 tuổi trở lên đã được những người. Độ tuổi trung bình là 38 năm. Đối với mỗi 100 nữ có 121,60 nam giới. Đối với mỗi 100 nữ 18 tuổi trở lên, đã có 126,50 nam giới.
Thu nhập trung bình cho một hộ gia đình trong quận đạt $ 29.882, và thu nhập trung bình cho một gia đình là $ 37.465. Phái nam có thu nhập trung bình $ 26.302 so với 20.491 $ của phái nữ. Thu nhập bình quân đầu người là 13.669 đô la Mỹ. Có 16,00% gia đình và 20,00% dân số sống dưới mức nghèo khổ, bao gồm 26,00% những người dưới 18 tuổi và 19,30% của những người 65 tuổi hoặc hơn.